# Пошогани (Алба)
Пошогани (рум. Poșogani) насеље је у Румунији у округу Алба у општини Лупша. Oпштина се налази на надморској висини од 504 m.

## Становништво
Према подацима из 2002. године у насељу је живело 61 становника, од којих су сви румунске националности.